# Convocazioni all'European Golden League femminile 2024
Elenco delle giocatrici convocate per l'European Golden League 2024.

## Austria
| N° | Nome              | Ruolo | Data di nascita   | Squadra             |
| -- | ----------------- | ----- | ----------------- | ------------------- |
| -  | Roland Schwab     | All   | 13 dicembre 1983  | -                   |
| 1  | Nicole Holzinger  | P     | 23 agosto 2005    | Klagenfurt          |
| 2  | Carmen Raab       | S     | 19 maggio 2006    | ASKÖ Linz-Steg      |
| 3  | Tamina Huber      | L     | 5 marzo 1994      | NÖ Sokol/Post       |
| 4  | Daniela Katz      | P     | 15 settembre 2000 | NÖ Sokol/Post       |
| 7  | Aida Mehić        | C     | 27 marzo 2001     | HAOK Mladost        |
| 10 | Julia Trunner     | O     | 5 agosto 2005     | Bisamberg           |
| 11 | Monika Chrtianska | S     | 18 novembre 1996  | Charleroi           |
| 13 | Lina Hinteregger  | S     | 18 dicembre 2004  | Kanti               |
| 14 | Kora Schaberl     | S     | 3 ottobre 1998    | Calais              |
| 15 | Anna Oberhauser   | L     | 19 agosto 1998    | Graz                |
| 16 | Anamarija Galić   | O     | 7 gennaio 2001    | Voluntari           |
| 18 | Nina Nesimović    | C     | 8 novembre 1996   | Arīs Salonicco      |
| 19 | Eva Stabentheiner | L     | 20 giugno 1996    | Ti-Volley Innsbruck |
| 21 | Verena Janka      | C     | 15 giugno 2002    | Graz                |
| 22 | Jana Gärtner      | C     | 8 maggio 2005     | Vilsbiburg          |
| 27 | Leila Fitz        | O     | 20 dicembre 2006  | Dornbirn            |

## Azerbaigian
| N° | Nome                  | Ruolo | Data di nascita  | Squadra                    |
| -- | --------------------- | ----- | ---------------- | -------------------------- |
| -  | Faig Garayev          | All   | 11 gennaio 1959  | -                          |
| 1  | Ceyran Əliyeva        | L     | 3 gennaio 1995   | -                          |
| 2  | Jana Dorošenko        | P     | 5 luglio 1994    | Hapoël SVA Rehovot         |
| 4  | Ilhama Aliyeva        | S     | 4 settembre 1999 | Murov                      |
| 6  | Raziya Aliyeva        | P     | 29 agosto 2002   | Azərreyl                   |
| 8  | Ülkər Kərimova        | S     | 22 giugno 1994   | Abşeron                    |
| 9  | Nikalina Bashnakova   | S     | 29 marzo 1998    | Vallecamonica Sebino       |
| 10 | Anastasiya Mertsalova | C     | 13 luglio 2001   | Severjanka                 |
| 11 | Aynur Kərimova        | C     | 7 dicembre 1988  | Azərreyl                   |
| 12 | Marianna Abueva       | P     | 2004             | -                          |
| 14 | Sanuber Alaskarova    | S     | 26 luglio 2002   | Milli Aviasiya Akademiyası |
| 16 | Julija Kərimova       | L     | 7 febbraio 1988  | Milli Aviasiya Akademiyası |
| 17 | Anastasiia Baidiuk    | S     | 5 dicembre 1999  | Orléans                    |
| 20 | Marharyta Stepanenko  | O     | 25 aprile 1993   | Békéscsabai                |
| 22 | Maryia Kiryliuk       | C     | 16 febbraio 1995 | Abşeron                    |

## Belgio
| N° | Nome                 | Ruolo | Data di nascita   | Squadra           |
| -- | -------------------- | ----- | ----------------- | ----------------- |
| -  | Kris Vansnick        | All   | 20 dicembre 1980  | Asterix Avo       |
| 2  | Elise Van Sas        | P     | 1º agosto 1997    | Terville Florange |
| 3  | Britt Herbots        | S     | 24 settembre 1999 | Savino Del Bene   |
| 6  | Helena Gilson        | S     | 28 giugno 1999    | Asterix Avo       |
| 9  | Nel Demeyer          | L     | 21 marzo 2001     | Oudegem           |
| 10 | Pauline Martin       | O     | 9 aprile 2002     | Vilsbiburg        |
| 12 | Charlotte Krenicky   | P     | 29 giugno 2000    | Asterix Avo       |
| 14 | Lien Van Geertruyden | P     | 6 settembre 2001  | Tchalou           |
| 17 | Kaat Cos             | S     | 5 giugno 2006     | Asterix Avo       |
| 18 | Britt Rampelberg     | L     | 5 giugno 2000     | Alba-Blaj         |
| 19 | Silke Van Avermaet   | C     | 2 giugno 1999     | Mulhouse          |
| 20 | Britt Fransen        | C     | 22 gennaio 2002   | VDK Gent          |
| 21 | Manon Stragier       | S     | 12 marzo 1999     | Asterix Avo       |
| 22 | Anna Koulberg        | C     | 17 agosto 2004    | Asterix Avo       |
| 23 | Noor Debouck         | L     | 9 giugno 2005     | Asterix Avo       |
| 28 | Lara Nagels          | P     | 3 giugno 1997     | Markopoulo        |

## Croazia
| N° | Nome              | Ruolo | Data di nascita   | Squadra          |
| -- | ----------------- | ----- | ----------------- | ---------------- |
| -  | Igor Arbutina     | All   | 27 luglio 1972    | Al-Arabi         |
| 1  | Karla Antunović   | P     | 27 marzo 2002     | HAOK Mladost     |
| 2  | Mika Grbavica     | S     | 8 dicembre 2001   | Dresdner         |
| 3  | Ema Strunjak      | C     | 24 settembre 1999 | Karayolları      |
| 4  | Božana Butigan    | C     | 19 agosto 2000    | Bergamo 1991     |
| 5  | Andrea Mihaljević | O     | 21 febbraio 2003  | HAOK Mladost     |
| 6  | Lea Deak          | P     | 27 aprile 2000    | PAOK             |
| 7  | Mirta Freund      | C     | 4 luglio 2002     | HAOK Mladost     |
| 8  | Matea Smoljan     | L     | 19 settembre 2004 | HAOK Mladost     |
| 10 | Dijana Karatović  | S     | 23 luglio 2003    | Kaštela          |
| 11 | Nina Strize       | O     | 14 novembre 2003  | Kaštela          |
| 12 | Josipa Marković   | S     | 25 gennaio 2001   | MÁV Előre        |
| 14 | Martina Šamadan   | C     | 11 settembre 1993 | Panathīnaïkos    |
| 19 | Izabela Štimac    | L     | 12 novembre 2000  | Volero Le Cannet |
| 20 | Leonarda Grabić   | S     | 7 luglio 2003     | HAOK Mladost     |

## Estonia
| N° | Nome                | Ruolo | Data di nascita  | Squadra         |
| -- | ------------------- | ----- | ---------------- | --------------- |
| -  | Andres Toobal       | All   | 27 agosto 1988   | TalTech         |
| 1  | Nette Peit          | S     | 27 marzo 1992    | TalTech         |
| 2  | Nora Lember         | S     | 31 ottobre 2005  | TLÜ             |
| 4  | Kristiine Miilen    | S     | 4 dicembre 1996  | Vandœuvre Nancy |
| 5  | Liis Kullerkann     | C     | 2 maggio 1991    | Rae             |
| 6  | Mirjam Kask         | C     | 29 aprile 2007   | Rae             |
| 7  | Marily Lass         | S     | 29 aprile 2002   | TalTech         |
| 8  | Salme Hollas        | S     | 9 giugno 2004    | Duo             |
| 9  | Carmel Vares        | O     | 25 marzo 2006    | RC Cannes       |
| 10 | Melissa Varlõgina   | P     | 19 aprile 1999   | CSKA Sofia      |
| 11 | Kertu Laak          | O     | 21 febbraio 1998 | BKS             |
| 12 | Janelle Leenurm     | L     | 24 ottobre 2005  | Audentese       |
| 13 | Silvia Pertens      | S     | 2 giugno 1998    | Rae             |
| 15 | Johanna Sova        | C     | 1º ottobre 2005  | TalTech         |
| 16 | Karolina Kibbermann | P     | 14 febbraio 2002 | TalTech         |
| 17 | Häli Vahula         | P     | 13 luglio 2004   | Duo             |
| 21 | Kadri Kangro        | L     | 23 agosto 2004   | Duo             |
| 22 | Liisbet Pill        | C     | 12 febbraio 2003 | Duo             |

## Rep. Ceca
| N° | Nome                   | Ruolo | Data di nascita  | Squadra                 |
| -- | ---------------------- | ----- | ---------------- | ----------------------- |
| -  | Giannīs Athanasopoulos | All   | 24 agosto 1978   | Vasas                   |
| 1  | Ema Kneiflová          | C     | 22 giugno 2002   | Charleroi               |
| 4  | Silvie Pavlová         | C     | 20 maggio 1997   | Erfurt                  |
| 6  | Helena Havelková       | S     | 25 luglio 1988   | Cangrejeras de Santurce |
| 7  | Magdalena Bukovská     | S     | 28 aprile 2003   | Venelles                |
| 8  | Ela Koulisiani         | C     | 1º ottobre 2002  | Venelles                |
| 9  | Daniela Digrinová      | L     | 19 ottobre 2000  | Tchalou                 |
| 10 | Kateřina Valková       | P     | 6 febbraio 1996  | UYBA                    |
| 11 | Veronika Dostálová     | L     | 4 luglio 1992    | Olymp Praha             |
| 15 | Magdaléna Jehlářová    | C     | 16 gennaio 2000  | Atlanta Vibe            |
| 16 | Michaela Mlejnková     | S     | 26 luglio 1996   | Olympiakos              |
| 17 | Klára Faltínová        | S     | 23 dicembre 1997 | Prostějov               |
| 19 | Kateřina Pelikánová    | P     | 25 ottobre 2004  | Královo Pole            |
| 20 | Květa Grabovská        | P     | 29 maggio 2002   | PTSV Aachen             |
| 22 | Gabriela Orvošová      | O     | 28 gennaio 2002  | Developres Rzeszów      |
| 25 | Monika Brancuská       | O     | 19 novembre 2008 | Olymp Praha             |
| 26 | Lucie Blažková         | C     | 11 dicembre 2003 | Washington State        |

## Romania
| N° | Nome                | Ruolo | Data di nascita  | Squadra         |
| -- | ------------------- | ----- | ---------------- | --------------- |
| -  | Guillermo Hernández | All   | 18 giugno 1977   | Galatasaray     |
| 1  | Diana Ariton        | C     | 1º gennaio 1998  | Corona Brașov   |
| 2  | Diana Vereș         | L     | 27 novembre 2001 | Voluntari       |
| 3  | Rodica Buterez      | S     | 25 luglio 1999   | Potsdam         |
| 7  | Elizabet Inneh      | O     | 21 marzo 1999    | Chemik Police   |
| 8  | Ana Radu            | P     | 9 settembre 2001 | Rapid Bucarest  |
| 9  | Iarina Axinte       | P     | 16 giugno 2005   | Alba-Blaj       |
| 10 | Raisa Ioan          | C     | 5 maggio 1998    | Alba-Blaj       |
| 11 | Adriana Matei       | S     | 24 maggio 1998   | Voluntari       |
| 12 | Andra Badiu-Savu    | C     | 11 agosto 2004   | Rapid Bucarest  |
| 13 | Alexandra Ciucu     | L     | 13 novembre 1995 | Târgoviște      |
| 14 | Roxana Roman        | C     | 7 giugno 1998    | Rapid Bucarest  |
| 15 | Sorina Miclăuș      | S     | 15 aprile 1999   | Argeș Pitești   |
| 22 | Mădălina Airoaie    | S     | 22 luglio 2002   | Argeș Pitești   |
| 25 | Simina Străchinescu | O     | 23 maggio 1999   | Corona Brașov   |
| 26 | Teodora Iancu       | S     | 10 aprile 2004   | CSM Constanța   |
| 29 | Tara Cristea        | C     | 29 ottobre 2004  | Târgu Mureș     |
| 77 | Ana Cazacu          | S     | 21 luglio 1994   | Dinamo Bucarest |

## Slovacchia
| N° | Nome                 | Ruolo | Data di nascita  | Squadra                    |
| -- | -------------------- | ----- | ---------------- | -------------------------- |
| -  | Michal Mašek         | All   | 8 agosto 1983    | Wrocław                    |
| 3  | Simona Jelínková     | S     | 20 novembre 2001 | Královo Pole               |
| 4  | Lucia Herdová        | S     | 20 febbraio 2000 | Dukla Liberec              |
| 6  | Karin Palgutová      | S     | 12 febbraio 1993 | Levallois Paris            |
| 9  | Ema Smiešková        | C     | 3 gennaio 2003   | -                          |
| 10 | Nina Boledovičová    | C     | 16 maggio 2004   | Florida SouthWestern State |
| 11 | Skarleta Jančová     | L     | 16 gennaio 1997  | CSM Constanța              |
| 12 | Lucia Sedláčková     | P     | 7 giugno 1999    | -                          |
| 14 | Tereza Hrušecká      | C     | 2 luglio 2002    | Královo Pole               |
| 15 | Karolína Fričová     | S     | 29 aprile 2000   | Vasas                      |
| 16 | Anna Kohútová        | P     | 10 aprile 2003   | VKP Bratislava             |
| 18 | Karin Šunderlíková   | O     | 17 luglio 1999   | Prostějov                  |
| 19 | Katarína Körmendyová | C     | 25 aprile 1999   | Královo Pole               |
| 20 | Zuzana Šepeľová      | S     | 24 novembre 1999 | Tchalou                    |
| 22 | Ema Magdinová        | L     | 4 gennaio 1999   | Slávia Bratislava          |

## Slovenia
| N° | Nome                  | Ruolo | Data di nascita  | Squadra         |
| -- | --------------------- | ----- | ---------------- | --------------- |
| -  | Alessandro Orefice    | All   | 31 agosto 1984   | Levallois Paris |
| 1  | Nina Svetina          | O     | 8 marzo 2005     | Flip-Flop       |
| 4  | Maša Pucelj           | S     | 24 gennaio 2006  | Kamnik          |
| 5  | Lorena Lorber Fijok   | S     | 17 febbraio 2003 | Thīras          |
| 7  | Žana Zdovc Sporer     | S     | 22 marzo 2002    | Gorica          |
| 9  | Mija Šiftar           | S     | 9 febbraio 2006  | Mulhouse        |
| 10 | Sara Najdič           | P     | 17 dicembre 1994 | Kamnik          |
| 11 | Mirta Velikonja Grbac | C     | 3 dicembre 1998  | Lugoj           |
| 12 | Tara Filipič          | L     | 14 giugno 2006   | Flip-Flop       |
| 13 | Nika Milošič          | C     | 20 giugno 2005   | Branik          |
| 15 | Anja Mazej            | L     | 4 gennaio 2000   | Gorica          |
| 17 | Nika Markovič         | S     | 5 maggio 1997    | Rapid Bucarest  |
| 18 | Saša Planinšec        | C     | 2 giugno 1995    | Jiangxi         |
| 20 | Ajda Gornjec Hodnik   | C     | 1º ottobre 2005  | Flip-Flop       |
| 21 | Žana Halužan Sagadin  | P     | 9 giugno 2004    | Formis          |
| 27 | Isa Ramić             | O     | 18 febbraio 2004 | Branik          |
| 29 | Urška Cikač           | L     | 13 maggio 2004   | Branik          |

## Spagna
| N° | Nome             | Ruolo | Data di nascita   | Squadra              |
| -- | ---------------- | ----- | ----------------- | -------------------- |
| -  | Pascual Saurín   | All   | 26 febbraio 1967  | Emevé                |
| 2  | Zoi Mavrommatis  | S     | 9 agosto 2005     | Emevé                |
| 4  | Lola Hernández   | C     | 12 luglio 2003    | Heidelberg           |
| 5  | Paola Martínez   | O     | 5 luglio 1998     | Charleroi            |
| 6  | Alejandra Pérez  | S     | 11 maggio 2004    | Emevé                |
| 7  | Margalida Pizà   | L     | 25 luglio 2000    | Haris                |
| 8  | Carlota García   | C     | 21 febbraio 1992  | Heidelberg           |
| 9  | Patricia Aranda  | P     | 27 giugno 1979    | Emevé                |
| 10 | Paula Carpintero | S     | 17 maggio 1999    | Haro                 |
| 11 | Julia de Paula   | S     | 7 luglio 2005     | Developres Rzeszów   |
| 12 | Lucía Varela     | C     | 10 agosto 2003    | Quimper              |
| 13 | Patricia Llabrés | L     | 15 aprile 1996    | Schweriner           |
| 15 | Lucía Prol       | S     | 30 novembre 1999  | Emevé                |
| 16 | María Segura     | S     | 10 giugno 1992    | MTV Stoccarda        |
| 18 | Carla Jiménez    | C     | 14 giugno 2002    | Ciutadella           |
| 20 | Raquel Montoro   | O     | 25 novembre 2002  | Haris                |
| 22 | Raquel Lázaro    | P     | 4 gennaio 2000    | Potsdam              |
| 28 | Carolina Camino  | S     | 28 settembre 2003 | Emevé                |
| 29 | María Schlegel   | S     | 29 agosto 1993    | Atenienses de Manatí |

## Svezia
| N° | Nome               | Ruolo | Data di nascita   | Squadra         |
| -- | ------------------ | ----- | ----------------- | --------------- |
| -  | Giulio Bregoli     | All   | 11 settembre 1974 | Chieri '76      |
| 2  | Maya Tabron        | S     | 16 febbraio 2002  | Colorado        |
| 3  | Linda Andersson    | C     | 12 gennaio 1998   | MÁV Előre       |
| 5  | Cecilia Malm       | S     | 30 settembre 2002 | Hylte/Halmstad  |
| 7  | Hedda Broberg      | C     | 13 novembre 2001  | Örebro          |
| 10 | Isabelle Haak      | O     | 11 luglio 1999    | Imoco           |
| 11 | Alexandra Lazić    | S     | 24 settembre 1994 | Firenze         |
| 12 | Hilda Gustafsson   | P     | 25 dicembre 2002  | Vandœuvre Nancy |
| 13 | Filippa Brink      | L     | 22 ottobre 2001   | Engelholms      |
| 15 | Kirsten Van Leusen | C     | 15 febbraio 1998  | Sliedrecht      |
| 16 | Vilma Andersson    | P     | 4 dicembre 1999   | Hylte/Halmstad  |
| 17 | Anna Haak          | S     | 19 settembre 1996 | Cuneo Granda    |
| 18 | Julia Nilsson      | C     | 2 maggio 1997     | Engelholms      |
| 19 | Paulina Lindberg   | O     | 19 maggio 2002    | Örebro          |
| 20 | Saga Nilsson       | S     | 19 ottobre 2001   | Gislaved        |
| 25 | Emmy Andersson     | L     | 5 marzo 1998      | Hylte/Halmstad  |

## Ucraina
| N° | Nome                  | Ruolo | Data di nascita  | Squadra   |
| -- | --------------------- | ----- | ---------------- | --------- |
| -  | Ivan Petkov           | All   | 18 ottobre 1976  | Prometej  |
| 1  | Oleksandra Milenko    | S     | 29 giugno 1999   | Nilüfer   |
| 2  | Diana Karpec'         | C     | 6 agosto 1996    | Prometej  |
| 3  | Kateryna Vasyl'jeva   | L     | 1º ottobre 2003  | Prometej  |
| 5  | Viktoriia Lokhmanchuk | O     | 9 maggio 2001    | Bukovynka |
| 6  | Krystyna Nemceva      | L     | 15 giugno 1998   | Prometej  |
| 7  | Svitlana Lidiaieva    | C     | 11 dicembre 1993 | Prometej  |
| 9  | Viktoria Oliinyk      | P     | 2 marzo 2002     | Gorica    |
| 12 | Kristina Starostenko  | C     | 14 febbraio 2005 | Bukovynka |
| 14 | Dar'ja Velykokon'     | P     | 11 aprile 2002   | Prometej  |
| 16 | Anastasiia Maievska   | C     | 6 gennaio 2001   | Prometej  |
| 17 | Yevheniia Khober      | S     | 12 marzo 2001    | Prometej  |
| 19 | Anna Artyšuk          | O     | 9 febbraio 2001  | Olomouc   |
| 23 | Julija Dymar          | S     | 3 dicembre 1994  | Qýanysh   |
| 24 | Anastasija Černucha   | O     | 15 aprile 1995   | Firenze   |